# Плавання на Чемпіонаті світу з водних видів спорту 2017 — естафета 4x200 метрів вільним стилем (жінки)
Змагання з плавання в естафеті 4x200 метрів вільним стилем серед жінок на Чемпіонаті світу з водних видів спорту 2017 відбулись 27 липня.

## Рекорди
Станом на 27 липня 2017 світовий рекорд і рекорд чемпіонатів світу були такими:
| Світовий рекорд          | КНР | 7:42.08 | Рим, Італія | 30 липня 2009 |
| Рекорд чемпіонатів світу | КНР | 7:42.08 | Рим, Італія | 30 липня 2009 |

## Результати

### Попередні запливи
Початок запливів 27 липня о 10:48.
| Місце | Доріжка | Країна     | Плавці | Час     | Примітки |
| ----- | ------- | ---------- | --- | ------- | -------- |
| 1     | 6       | Китай      | Чжан Юйхань (1:57.13) Лю Цзисюань (1:56.82) Ван Цзінчжо (1:59.09) Шень Дуо (1:58.71)                          | 7:51.75 | Q        |
| 2     | 8       | Японія     | Тіхіро Іґарасі (1:58.74) Рікако Ікее (1:58.53) Томомі Аокі (1:58.64) Ая Такано (1:57.76)                      | 7:53.67 | Q        |
| 3     | 4       | США        | Мелані Маргаліс (1:56.58) Сьєрра Рунге (1:59.17) Галі Флікінгер (1:58.46) Мадісін Кокс (1:59.52)              | 7:53.73 | Q        |
| 4     | 5       | Австралія  | Медісон Вілсон (1:57.88) Котуку Нгаваті (1:58.82) Шейна Джек (1:58.77) Ліа Ніл (1:59.27)                      | 7:54.74 | Q        |
| 5     | 1       | Нідерланди | Робін Нойманн (1:59.00) Фемке Гемскерк (1:56.51) Есмі Вермелен (1:59.09) Марйолейн Делно (2:00.56)            | 7:55.16 | Q        |
| 6     | 2       | Росія      | Дарія Устінова (1:59.00) Вікторія Андреєва (1:57.95) Анастасія Гуженкова (2:00.06) Арина Опьонишева (1:58.66) | 7:55.67 | Q        |
| 7     | 7       | Угорщина   | Айна Кешей (1:58.60) Евелін Варрасто (1:58.90) Жужанна Якабош (1:57.54) Фанні Дьюрінович (2:00.73)            | 7:55.77 | Q        |
| 8     | 3       | Канада     | Кетрін Савард (1:59.16) Мері-Софі Гарві (1:59.39) Ребекка Сміт (1:58.54) Кайла Санчес (1:59.40)               | 7:56.49 | Q        |
| 9     | 0       | Італія     | Аліса Міццау (1:59.56) Стефанія Піроцці (1:59.58) Анна Масколо (2:01.68) Сімона Квадарелла (2:02.00)          | 8:02.82 |          |
| 10    | 9       | Данія      | Сігне Бро (2:01.29) Маріна Гансен (2:00.56) Май Говардсен (2:02.38) Аніна Лунд (2:02.44)                      | 8:06.67 |          |

### Фінал
Фінал відбувся о 19:16.
| Місце | Доріжка | Країна     | Плавці | Час     | Примітки |
| ----- | ------- | ---------- | --- | ------- | -------- |
| 1     | 3       | США        | Леа Сміт (1:55.97) Меллорі Комерфорд (1:56.92) Мелані Маргаліс (1:56.48) Кейті Ледекі (1:54.02)           | 7:43.39 |          |
| 2     | 4       | Китай      | Ай Яньхань (1:56.62) Лю Цзисюань (1:56.34) Чжан Юйхань (1:56.54) Лі Бінцзє (1:55.46)                      | 7:44.96 |          |
| 3     | 6       | Австралія  | Медісон Вілсон (1:57.33) Емма Маккеон (1:56.26) Котуку Нгаваті (1:58.31) Аріарн Тітмус (1:56.61)          | 7:48.51 |          |
| 4     | 7       | Росія      | Вероніка Попова (1:55.95) Вікторія Андреєва (1:57.48) Дарія Устінова (1:56.93) Арина Опьонишева (1:58.23) | 7:48.59 |          |
| 5     | 5       | Японія     | Тіхіро Іґарасі (1:57.84) Рікако Ікее (1:57.38) Томомі Аокі (1:57.72) Ая Такано (1:57.49)                  | 7:50.43 | NR       |
| 6     | 1       | Угорщина   | Айна Кешей (1:58.62) Жужанна Якабош (1:58.09) Евелін Варрасто (1:58.34) Катінка Хоссу (1:56.28)           | 7:51.33 |          |
| 7     | 2       | Нідерланди | Робін Нойманн (1:58.83) Фемке Гемскерк (1:55.46) Есмі Вермелен (1:59.55) Марйолейн Делно (2:00.45)        | 7:54.29 |          |
| 8     | 8       | Канада     | Мері-Софі Гарві (1:58.57) Ребекка Сміт (1:58.70) Кетрін Савард (1:58.23) Маккензі Педінгтон (2:00.07)     | 7:55.57 |          |